# Neopositivismo lógico
Son llamados Neopositivistas Lógicos un grupo de autores, con todas las características de una «Escuela» por sus mutuas relaciones e interdependencias, dedicados a trabajos de lógica y metodología científica y a difundir con ellos una peculiar ideología filosófica conocida como «positivismo lógico».
Esta corriente persigue dos objetivos: desterrar de las ciencias naturales todo lo que no sea susceptible de observación y evitar cualquier intento de referencia a absolutos.

## Descripción general
El grupo original constituyó el llamado Círculo de Viena, iniciado en 1922 por Moritz Schlick; fue continuador y jefe de la escuela Rudolf Carnap. Sus más destacados representantes son: Ludwig Wittgenstein, Otto Neurath, Alfred J. Ayer, Charles W. Morris, Alfred Tarski, Gustav Bergmann, Hans Hahn, Friedrich Weisman. La mayoría de los componentes del Círculo de Viena emigraron a otros países a partir de 1933, a raíz de la llegada al poder del nazismo. De esta forma, ellos y algunos discípulos presentan hoy varias ramificaciones y grupos afines fundamentalmente en Estados Unidos y Gran Bretaña; algunos conservan el nombre original del movimiento -neopositivismo o positivismo lógico-, y otros prefieren el de empirismo lógico.
Desde el punto de vista histórico y doctrinario, en los neopositivistas lógicos confluyen varias influencias filosóficas y científicas, las más importantes de las cuales son las siguientes: 
- el antiguo empirismo inglés, especialmente el de David Hume y John Stuart Mill, así como el positivismo
- la metodología empírica de las ciencias de la materia desarrollada durante y después de la mitad del siglo XIX por personas de ciencia como Helmholtz, Ernst Mach, Poincaré, Pierre Duhem, Boltzman y otros, algunos de los cuales fueron materialistas
- la lógica simbólica del lenguaje, método empleado por filósofos y matemáticos a principios del siglo XX, por ejemplo, Gottlob Frege, Giuseppe Peano, Hilbert, Whitehead y Bertrand Russell.

Este movimiento se ha desarrollado dentro de otro más amplio, el «empirismo científico» (llamado también «Movimiento de Unidad de la Ciencia»), cuyo representante más destacado es Hans Reichenbach, y que busca «la unidad del conocimiento científico» partiendo de los siguientes presupuestos: 
- existe una unidad «lógica» del lenguaje de la ciencia
- los conceptos de las distintas ramas de la ciencia no son fundamentalmente diferentes, sino que todos pertenecen a un sistema coherente
- por consiguiente es necesario, en vista de la situación actual de los esfuerzos epistemológicos, readaptar la terminología de las distintas ciencias, incluyendo también las sociales, establecer las leyes fundamentales y luego deducir las leyes especiales y particulares para cada una de ellas.

El análisis del lenguaje constituye el método básico fundamental para esta «ciencia de la ciencia». Pero mientras el neopositivismo lógico pone más el énfasis en el aspecto lógico de este análisis, el empirismo científico lo quiere aplicar a todas las ramas del lenguaje y del conocimiento, incluyendo la biología y las ciencias sociales.
El punto de partida del neopositivismo lógico es la negación a priori de la Metafísica. Sus representantes, al igual que los positivistas, rechazan toda Metafísica como ciencia, a la que consideran «no sólo inútil y contradictoria -como lo había insinuado Kant- sino totalmente desprovista de significado». Los problemas de la Metafísica serían pseudo-problemas; sus enunciados -los que versan, por ejemplo, sobre la causa primera, la finalidad, la trascendencia, etc.- serían meras proposiciones gramaticales carentes de verdadero sentido, inaptas, por tanto, para recibir la denominación de verdaderas o falsas. El neopositivismo lógico niega la existencia de «verdades aprióricas»: «nuestros conceptos, juicios, o las así llamadas verdades intemporales son simples suposiciones convencionales... condenadas o salvadas por los procesos empíricos y las experiencias sensibles, los únicos que deciden en este terreno». Lo a-priori es, a lo sumo, una hipótesis; esencias, principios del ser, ontologías aprióricas fundamentales, no se darían «en sí», ni tienen «sentido» (obsérvese que los neopositivistas lógicos, más que de la Metafísica, hablan de la doctrina kantiana).
Lo esencial que pretenden los neopositivistas lógicos es la aplicación constante y universal de un solo método, el único adecuado según ellos, que llaman «análisis lógico del lenguaje». Es éste el campo en el cual habría de desenvolverse la filosofía: el análisis; pero no el psicológico, ni epistemológico, y tampoco puramente gramatical, sino el análisis «significativo» de los enunciados científicos; con el fin de «eliminar los falsamente significativos y señalar las formas legítimas de significación y sus justos límites y condiciones» (Hirschberger).
La influencia del empirismo inglés, de David Hume especialmente, es notoria. Hume, al emitir su teoría de la Ciencia, había establecido una distinción equívoca entre verdades de razón (relations of ideas) y verdades de hecho (matters of fact). Las primeras, que expresarían sólo relaciones de ideas, serían las verdades de la Geometría y de las Matemáticas en general; afirmaciones que se ofrecerían con una evidencia intuitiva o demostrativa. «Aunque no hubiera existido jamás un círculo o un triángulo en la naturaleza, conservarían para siempre su certeza y evidencia las verdades de Euclides», escribe él. «Que la suma de los cuadrados de los catetos es igual al cuadrado de la hipotenusa, o que 3 X 4 es igual a la mitad de 24, son enunciados que tienen validez de relaciones entre estas figuras o números, y que pueden ser descubiertos por la pura actividad de la mente, sin referencia a ninguna existencia real en el mundo». Las verdades de hecho, en cambio, no comportarían ninguna necesidad poética como las de razón. «Lo contrario de cualquier matter of fact es todavía posible porque nunca implica contradicción; que el sol no saldrá mañana es una proposición ni menos inteligible ni con más contradicción que la afirmación de que saldrá».
Los neopositivistas lógicos a su vez, bajo esa influencia de Hume, dividen los enunciados «significativos» en analíticos y factuales; los primeros (que responden a las «relaciones de ideas» del citado filósofo inglés) nada dicen sobre la realidad: los segundos son rigurosamente empíricos y a posteriori, verificables total o parcialmente en la experiencia. Según esta división, no cabe la posibilidad de contar con juicios sintéticos a priori (como sostenía Kant): «un enunciado sintético a-priori o ultraempírico, inverificable -que no sea pura relación formal de ideas (analítico)- no tiene ningún sentido», afirman ellos. Pero la verdad no se reduce a esta división, ya que esencialmente la verdad es siempre adecuación del entendimiento cognoscente con la cosa conocida, tanto en lo que llama Hume verdades de razón como en lo que llama verdades de hecho; no hay entre ellas esa diferencia tan tajante que pone el empirismo y que admiten los neopositivistas lógicos.
Establecido así el esquema y las categorías de los «enunciados», la tarea del filósofo sería analizar todos los enunciados empíricos, lógicos, matemáticos, metafísicos, éticos y filosóficos en general, para determinar su grado de valor significativo. Tarea que tiene como fin eliminar toda posibilidad de error «significativo», establecer el criterio de «verificabilidad» o separar lo verdadero de lo falso. De acuerdo con su particular teoría del conocimiento, que lo reduce al simple conocimiento de los sentidos, se explica que para los neopositivistas lógicos, los enunciados éticos, por ejemplo, no son propiamente asertivos, su significación no es indicativa, declarativa, sino meramente expresiva, evocativa o emotiva; por lo que consideran a esos enunciados no susceptibles de verdad ni de falsedad. Ahora bien, el análisis de los enunciados requiere un estudio profundo del lenguaje significativo mediante un método especial al servicio de la ciencia de los símbolos, la Semiótica, como la llaman los neopositivistas.
La Semiótica tiene tres ramas principales: 
- La pragmática o la teoría de las relaciones entre los signos y las personas que los producen, los interpretan y los utilizan; esta rama comprende la Psicología, la Sociología y la Historia del uso de los símbolos, especialmente de los del lenguaje.
- La semántica o la teoría de las relaciones de los símbolos a los objetos por ellos significados (como designata o denotata); además, estudia también el problema de la verdad y la teoría de la «deducción lógica».
- La sintáctica, o la teoría de las relaciones formales de los símbolos entre sí.

## Principales neopositivistas
Rudolf Carnap se ha dedicado especialmente a la lógica formal y su aplicación a los problemas de epistemología y filosofía de la ciencia en sus obras capitales.
Moritz Schlick (1882-1936), a pesar de haber sido el fundador del Círculo de Viena, estuvo influenciado por el pensamiento de Carnap. Sus obras importantes son: Allgemeine Erkenntnislehre (Teoría general del conocimiento), Fragen der Ethik (Problemas de Ética), y una serie de artículos recogidos en Gesammelte Aufsütze. Al igual que los demás neopositivistas lógicos, Schlick rechaza el apriorismo (sintético) fenomenológico y marca la distinción entre la experiencia inmediata y el conocimiento relacional. En el campo de la lógica y de la metodología de las ciencias es interesante su punto de vista referente a diversas categorías y a conceptos científicos como tiempo, espacio, sustancia, causalidad, vida orgánica, etc.; y en el campo de la ética: sentido de los juicios de valor, hedonismo, libre albedrío, motivación moral, etc.
Hans Reichenbach (1891-1953) fue profesor en las Universidades de Berlín, Estambul y Los Ángeles. Obras importantes: Atom und Kosmos (Átomo y Cosmos), Wahrscheinlichkeitslehre (Teoría de la probabilidad), Experience and Prediction (Experiencia y predicción). Dos series de problemas epistemológicos ocupan gran parte de su pensamiento filosófico-científico:
- el problema del tiempo y del espacio
- el problema relacionado con los principios de causalidad, inducción y probabilidad.

Reichenbach rechaza la concepción apriorística del espacio y del tiempo; su teoría probabilística se fundamenta en una definición de tipo estadístico. La probabilidad juega el papel fundamental en la teoría del conocimiento y de la «verdad». Pero lo más interesante de su doctrina es la actitud frente a sus propios «correligionarios» del Círculo; una actitud crítica que parte del principio, implícitamente aceptado por ellos mismos, de que en el «dato» sensible se comprende una serie de factores que nada contienen originariamente sensible sino que advienen a priori a la intuición sensible, por ejemplo, los aspectos de la unidad, diversidad, semejanza, totalidad, etc., y que no son meras convenciones. Todo ello está en contradicción con el neopositivismo, y es de esperar que sus continuadores logren descubrir la Metafísica.

## Valoración de conjunto
Se observa, por lo dicho, cómo los neopositivistas lógicos no conocen otra «filosofía» que la de Kant; éste, en efecto, en su peculiar teoría del conocimiento, dependiente del empirismo inglés y del racionalismo cartesiano, hablaba de verdades y juicios «a priori» impresos en el entendimiento que se aplican en el proceso del «conocimiento» de las cosas. Pero el entendimiento no procede realmente así, ya que no es de sí mismo sino de las cosas de donde saca las ideas, de modo que el conocimiento es la unión del cognoscente y del conocido, en la que cada uno pone lo suyo; mientras que en Kant parece que es el cognoscente sólo el que provoca el conocimiento, y, por tanto, lo conocido. Esta equívoca concepción del conocimiento se radicalizaría más en el idealismo alemán, sobre todo de Hegel; de manera que el neopositivismo lógico, al desechar lo que llama Metafísica, en el fondo se refiere a la doctrina kantiana y hegeliana; por eso viene a ser una fuerte crítica del idealismo.
Efectivamente, el idealismo es poco compaginable con los métodos y resultados de las ciencias de la materia, que trabajan sobre la experimentación científica y dependen de ella. Los neopositivistas lógicos son especialistas en metodología científica y lógica formal, cosas que no hay que confundir con la Filosofía y la Metafísica; como no hay que confundir el conocimiento en general con el conocimiento sensible; éste es sólo una forma de conocimiento. Pero los neopositivistas lógicos no superan el empirismo, ya que consideran que la única fuente de conocimiento es la percepción sensible, es decir, reducen todo conocimiento verdadero al conocimiento de los sentidos. Éstos, evidentemente, captan sólo la apariencia; así los neopositivistas lógicos son con frecuencia materialistas.
Debe aclararse que la lógica simbólica y la metodología científica (la metodología de las ciencias de la materia) de ninguna forma se identifican con el positivismo. Éste y el neopositivismo son una interpretación de aquellas; esa interpretación consiste en afirmar que el sentido de todo enunciado científico se agota en la descripción y ulterior elaboración de los datos sensibles por medio de esa lógica y esa metodología. Pero la experiencia humana es más amplia que la experimentación científica; hay realidades que dicha experimentación no puede captar, y sobre las cuales es posible también hacer ciencia (p. ej., Metafísica, Ética, etc.), en cuanto que no es simple elaboración mental o expresión evocativa o emotiva del sujeto. La Metafísica, la Ética, las ciencias trascendentales en general, en su parte científica no son mero producto de la especulación mental, como parecen pretender el racionalismo y el idealismo, sino que también se basan en la experiencia, en la historia, etc.; pero es una experiencia no manejable al modo de la experimentación científica, ya que intervienen en ella factores como la voluntad, la libertad, la responsabilidad, etc. 
Advirtamos aquí cómo la división bipartita de las ciencias en ciencias de la naturaleza y ciencias del espíritu, derivada entre otras cosas de la inadecuada distinción entre verdades de razón y verdades de hecho, y muy divulgada y aceptada desde el pasado siglo XIX, encierra dentro de sí un equívoco y peligro permanente: el de la desconexión de ambos campos, que lleva a unos a afirmar la primacía de las del espíritu (racionalismo idealista) y a otros la de las de la naturaleza (positivismo, cientifismo). Así, las ciencias sociales tienden a ser atraídas a uno u otro campo; pero en ellas hay que tener en cuenta no sólo los hechos empíricos constatables y agrupables estadísticamente, sino también hechos como la existencia de la libertad y la responsabilidad moral, que les confieren su especial carácter. La división en ciencias teóricas (Metafísica, Gnoseología, etc.), ciencias prácticas (Lógica, Ética, Sociología, etc.) y ciencias productivas (Física, Química, etc.) es más adecuada; aunque las palabras teórica, práctica y productiva han de ser bien entendidas; significan un predominio de cada uno de esos aspectos en las respectivas ciencias así calificadas, pero no excluyen los otros aspectos.
El neopositivismo ha realizado valiosos trabajos en el desarrollo de la lógica y metodología, y en los análisis lingüísticos. Cosa distinta es su ideología interpretativa, opuesta desde luego al idealismo, pero que no supera al empirismo cientifista, y presenta numerosas resonancias y afinidades con el viejo nominalismo. Sus trabajos podrían desarrollarse más adecuadamente en el marco de la Metafísica, no idealística ni empirista, sino realista, atenta al ser en toda su extensión, a la realidad total con su inherente complejidad.